# Polifonía del siglo XVI
El gregoriano, como en general toda la música profana medieval anterior al siglo XI, había sido esencialmente monódico, o sea el  en cualquier composición no existía más que una línea melódica única, y las voces humanas e instrumentales la interpretaban al unísono. Hacia el final del siglo IX, esta monodia empezó a dividirse en dos voces distintas. Esta subdivisión, aún muy tímida y sencilla, fue el inicio del importante movimiento musical europeo conocido con el nombre de «polifonía», es decir, música compuesta por sonidos diversos emitidos simultáneamente por voces diferentes.

## Origen y evolución
Al principio la polifonía fue en realidad una diafonía (dos voces), que se regía por la más estricta norma contrapuntista. A cada nota del canto, por lo común una melodía ya existente, correspondía una sola nota de la segunda voz, o sea punctum contra punctum (contrapunto). Por lo tanto, se trataba de la misma melodía cantada a distancia de cierto intervalo: octava, quinta o cuarta.
Los músicos dominaron muy pronto esta primera y notable innovación técnica y pudieron aprovechar con mayor y matizada libertad sus posibilidades expresivas. De momento se admitió, además de la marcha rigurosamente paralela de las voces, el movimiento en sentido contrario. Los centros de esta importantísima evolución, larga y difícil fueron Inglaterra y el norte de Francia, donde en el siglo XIII el maestro de capilla de la actual catedral parisina de Notre Dame, llamado Perotinus, escribió por primera vez, según parece, música a cuatro voces.
Las principales formas de esta fase inicial de la polifonía fueron, en Francia, el Rondellus y el Mottetto. En aquel tiene gran importancia la técnica imitativa, pues las voces se remedan en sucesión y el motivo propuesto por una de ellas es acogido por otra, expectativas el mientras la primera se traslada a otra fase del discurso musical. Esta estructura sirve de base a las formas más avanzadas del canon y de la fuga (ejemplo muy popular de dicha técnica es el famoso canon de la canción Frére Jacques). En cambio, el mottetto o motete se caracterizaba por la total diversidad de las melodías que entonaban las voces, aunque buscando siempre agradables asonancias, las cuales llegaban incluso a cantar simultáneamente textos distintos. En Italia, donde en sus primeros tiempos la polifonía no gozó del favor que tuvo en Inglaterra y Francia, florecieron las formas de la caccia, vivaz descripción de escenas cinegéticas o campesinas, y el madrigal, breve composición sobre texto profano de tema constantemente amoroso, que conseguiría extraordinaria popularidad y considerable progreso en las centurias siguientes.

## Escuela flamenca

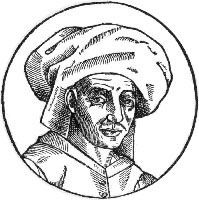
Imagen de Josquin des Prés

Durante todo el siglo XV y la primera mitad del XVI, el centro del arte polifónico fue la región que comprendía el norte de Francia y las actuales Bélgica y Holanda, en la cual apareció la escuela flamenca. Ésta - Francesco Guicciardini (1483-1540) dijo que los compositores flamencos eran indiscutibles señores de la música- tuvo éxito indescriptible y logró insospechada maestría en el dominio de los principios técnicos que habían legado los períodos anteriores. El conjunto de los procedimientos contrapuntistas y polifónicos se desarrolló al máximo. Aún hoy, al examinar algunas de las obras de los mejores autores de aquella época —entre ellos Guillaume Dufay (1400-1474), Johannes Ockeghem (1430-1495), Jacob Obrecht (1450-1505) y, a la cabeza de todos, el francés Josquin des Prés o Josquinus Pratensis (1450-1521)—, maravilla y sorprende la libertad, fantasía y plétora de las invenciones técnicas y expresivas, así como los extraordinarios esfuerzos puestos en obra para combinar sonidos, ritmos y voces cada vez en número mayor.
Aunque a menudo este virtuosismo acabó en una especie de monumentalismo gratuito —composiciones para más de treinta voces, en las cuales, naturalmente, el texto resulta ininteligible, y las dificultades técnicas se convierten en un fin en sí mismas—, no puede negarse que la escuela flamenca produjo piezas de belleza fuera de lo común y sincera inspiración. Sus maestros se extendieron por toda Europa para enseñar los secretos más recónditos del arte del contrapunto. Por ello, se debe a los flamencos la gloria de haber legado a los polifonistas posteriores un instrumento absolutamente perfecto, puesto que todos los problemas habían quedado resueltos, para expresar con entera libertad sus sentimientos.

## Polifonía en Italia

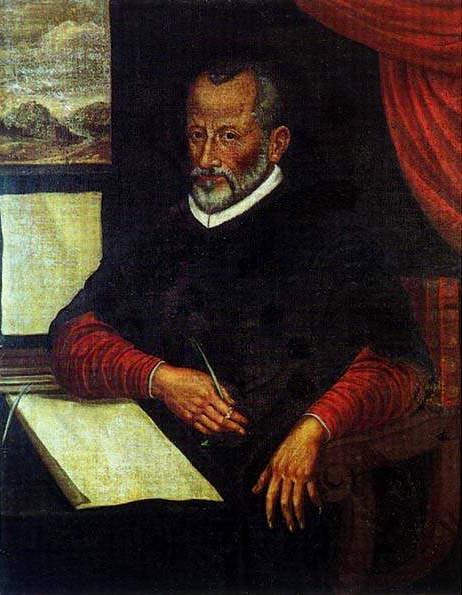
Giovanni Pierluigi da Palestrina

El posterior auge de la polifonía, de valor excepcional por su perfección formal y por su rica inspiración, aconteció principalmente en Italia. En las escuelas romanas y venecianas, siguiendo las sendas que habían abierto los maestros flamencos que en ellas enseñaron, florecieron en el siglo XVI los grandes madrigalistas. En Venecia, al amparo de la basílica de San Marcos, se encuentra a Andrea Gabrieli (1510-1586) y a su nieto Giovanni Gabrieli (1557-1612); en Roma, en los medios de la corte pontificia y de la Schola Cantorum de San Pedro, al sin par Giovanni Pierluigi da Palestrina (1525-1594), autor de madrigales profanos y religiosos, y de casi un centenar de misas.
Pero el esplendor italiano no se redujo a esas dos escuelas, pues es posible citar otras muchas figuras importantes, como
- el veronés Marcantonio Ingegneri (1545-1592)
- el lombardo Luca Marenzio (1553-1599)
- el napolitano Carlo Gesualdo da Venosa (siglos XVI-XVII)
- el modenés Orazio Vecchi (1550-1605)
- el bolonés Adriano Banchieri (1568-1634)
- en el límite extremo de las experiencias polifónicas, el cremonés Claudio Monteverdi (1567-1643), cuya obra debe situarse ya en el siglo XVII.

Sin discusión posible, algunas misas de Palestrina y ciertos madrigales de Marenzio, Gesualdo y Monteverdi pertenecen al reducidísimo campo de las más importantes obras maestras de la música de todas las edades.

## Polifonía en el resto de Europa

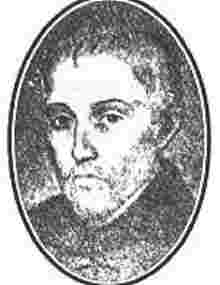
Tomás Luis de Victoria

### España
Dentro de la escuela española de polifonía, donde la música alcanzó en este período uno de los momentos de máximo esplendor de su historia. Destacan los siguientes escuelas:
- La andaluza: Cristóbal de Morales (c. 1500-1553), Francisco Guerrero (c. 1528-1599) y Juan Vásquez (siglo XVI)
- La castellana: Juan del Encina (c. 1469-1529), Antonio de Cabezón (c. 1510-1566), Sebastián Raval (1550-1604), y sobre todo Tomás Luis de Victoria (c. 1540-1611), el compositor español de mayor reputación universal de todos los tiempos
- La catalana: Pere Albert Vila (c. 1517-1582), Mateo Flecha, tío y sobrino (c. 1483-1553 y c. 1530-1604, respectivamente), Joan Brudieu, de origen francés (c. 1520-1591),

Además de otras menores, como:
- La aragonesa: Melchor Robledo (1548-1600), Sebastián Aguilera de Heredia (1561-1627), Pedro Ruimonte (1565–1627) y Diego Pontac (1602–1654).
- La valenciana: Juan Ginés (1548-1600), Juan Bautista Comes (1582-1643).
- En el reino de Navarra, Miguel Navarro (ca. 1563-1627), maestro de capilla de las catedrales de Pamplona y Calahorra y autor del Liber Magnificarum, impreso en 1614.

### Flandes
- El compositor Roland de Lassus (c. 1532-1594), una de las más altas cimas del Renacimiento músico.

### Francia
- Clément Janequin (c. 1485-1558), Guillaume Costeley (c. 1531-1606), Claude Le Jeune (c. 1530-1600) y Jacques Mauduit (c. 1557-1627).

### Inglaterra
- Thomas Tallis (c. 1505-1585), William Byrd (c. 1542/1543-1623), Thomas Morley (c. 1557/1558-1602) y John Dowland (c. 1562-1616).